# Siyəzən (Siyəzən)
Siyəzən è un comune dell'Azerbaigian situato nel distretto di Siyəzən.